# Cavaletti (Reitsport)

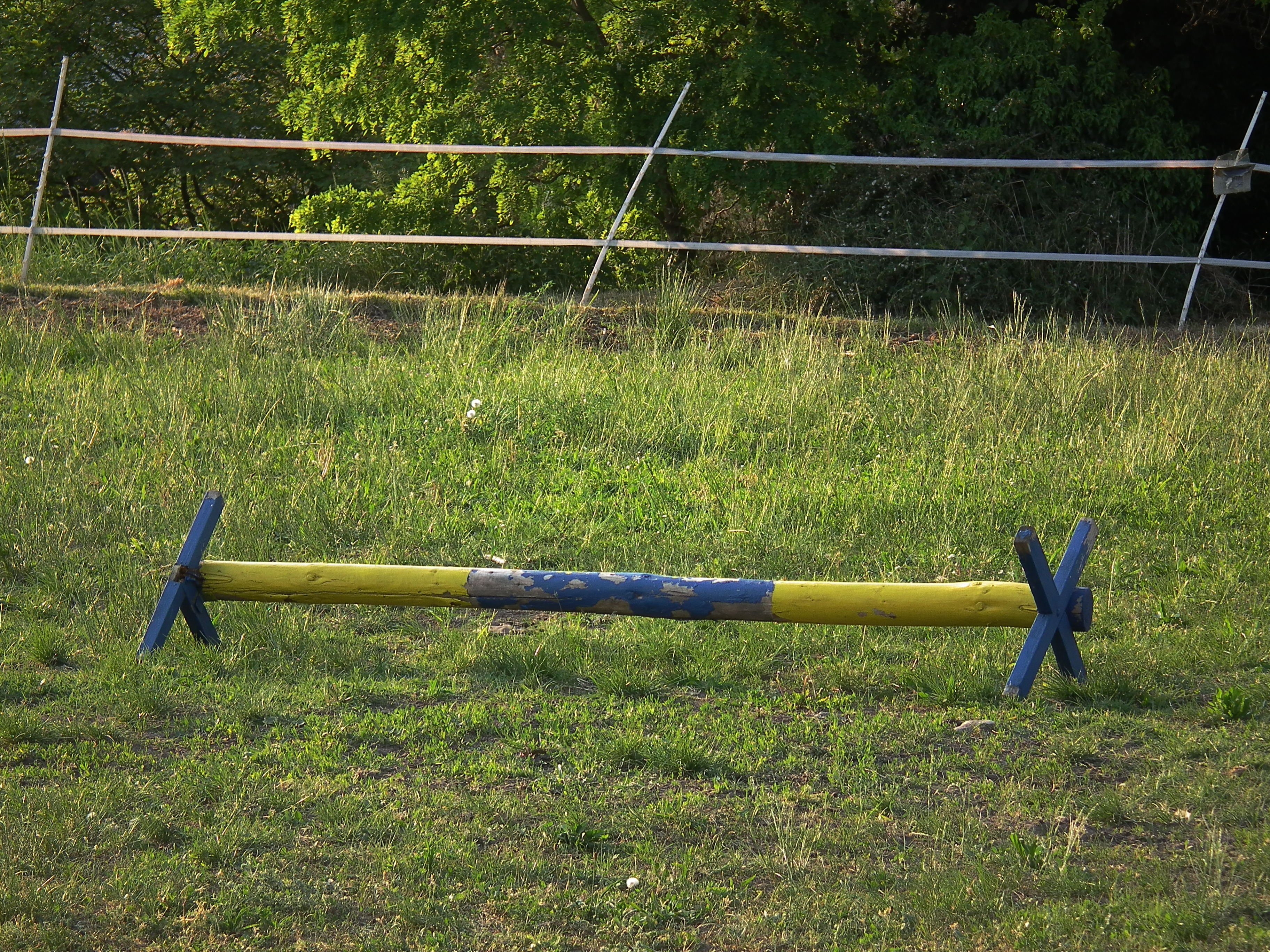
Leicht beschädigtes Cavaletti auf einer Koppel

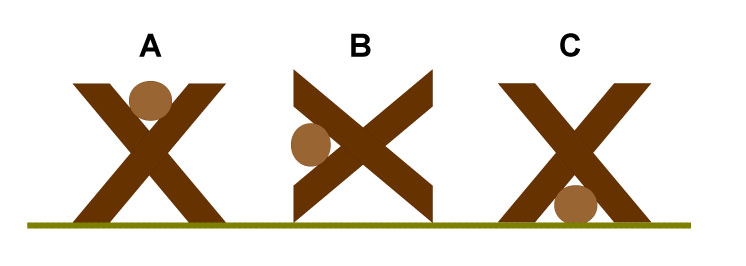
Cavaletti – 3 mögliche Höheneinstellungen

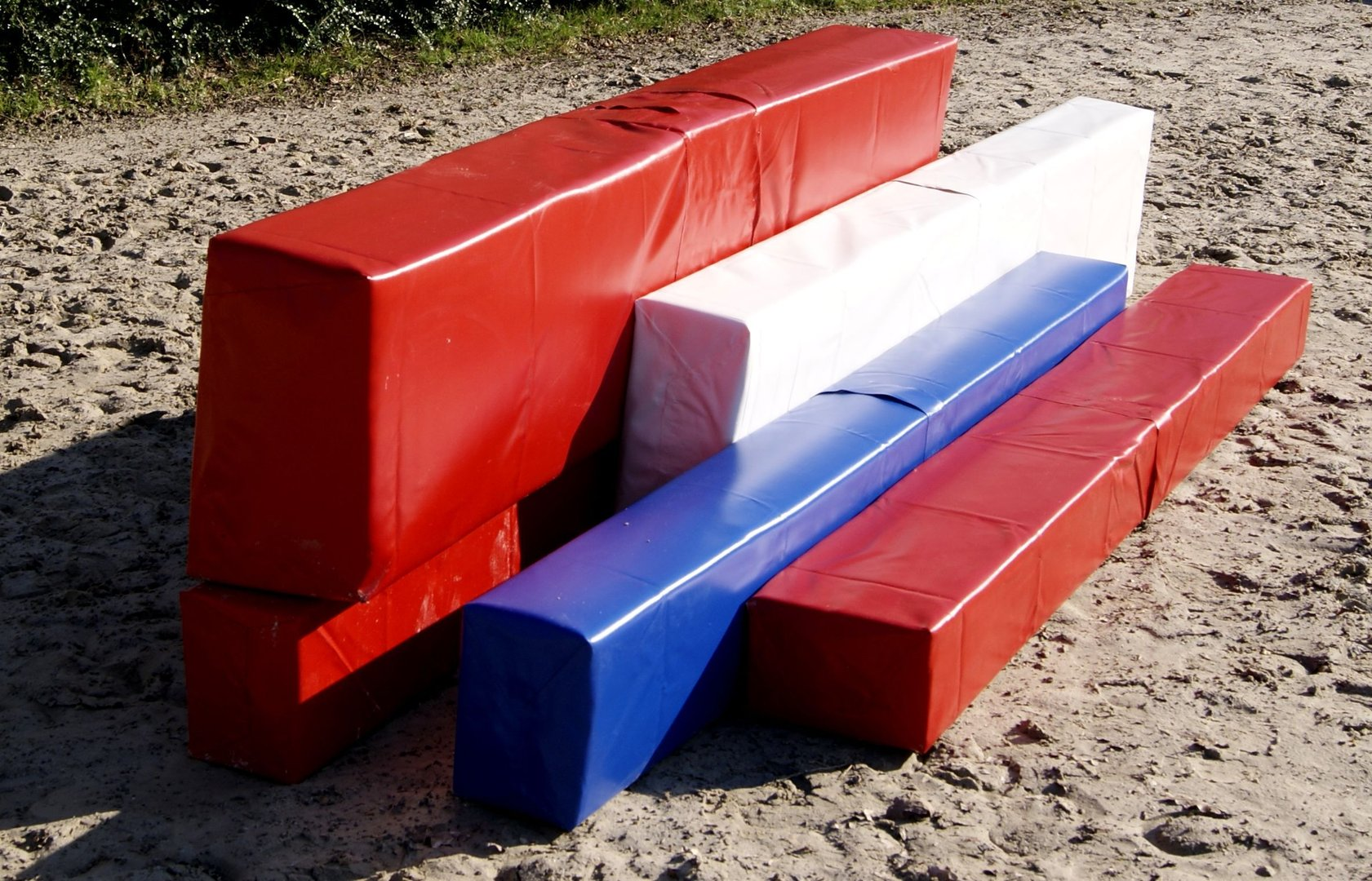
Schaumgummielemente, die als Cavaletti verwendet werden können

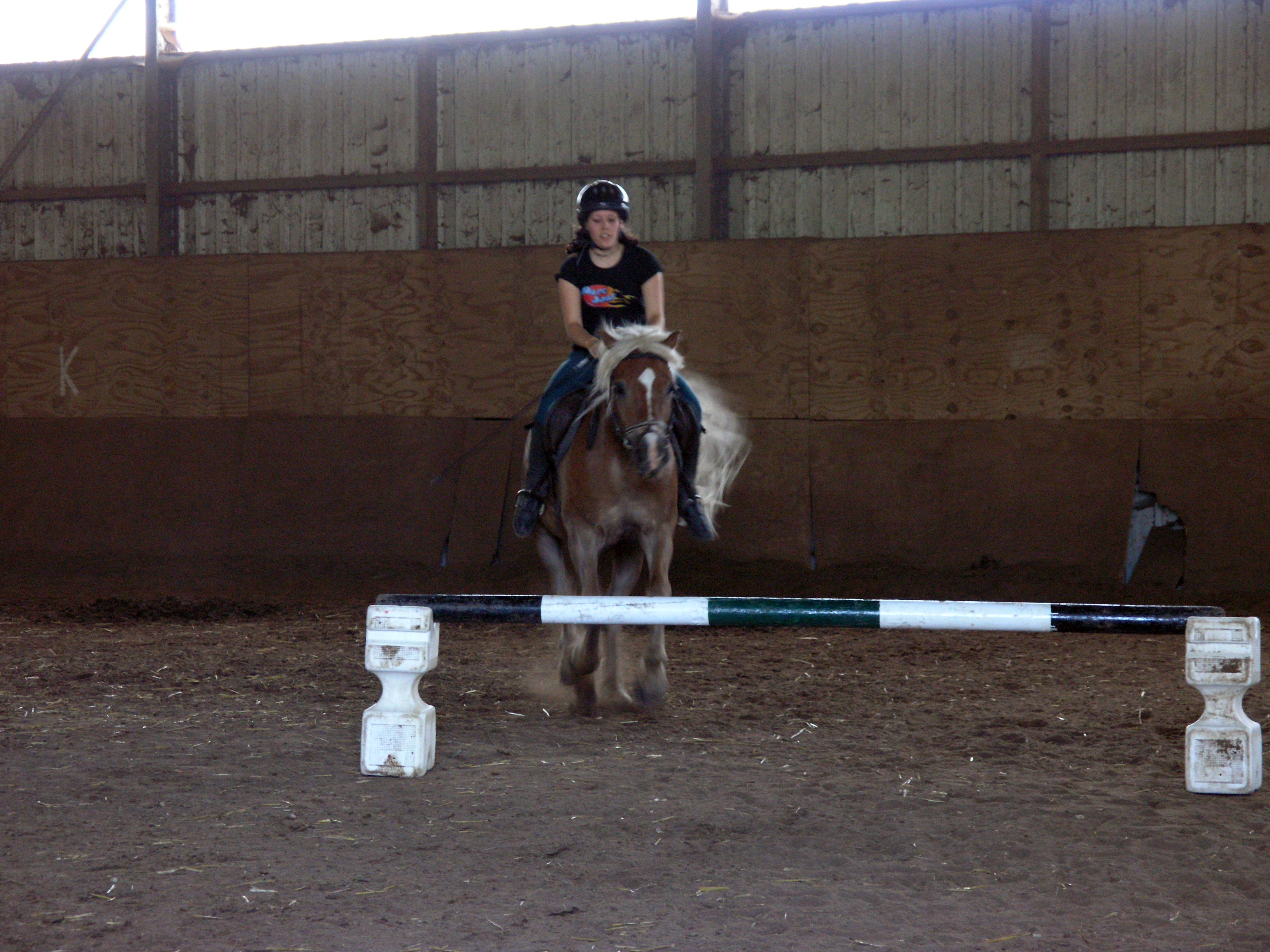
Cavaletti aus Plastikelementen, mit drei möglichen Höheneinstellungen

Ein Cavaletti oder Bodenrick ist ein im Pferdesport verwendetes kleines Hindernis aus einer ca. 8 cm dicken und 3 m langen Stange aus Holz oder Kunststoff mit an den Enden befestigten Haltern. Durch die Bauart der Halter (oft Kreuze oder Kunststoffblöcke) ist es möglich, durch einfaches Drehen der Cavaletti unterschiedliche Höhen zwischen 15 und 50 cm einzustellen. 
Bodenricks wurden durch den italienischen Rittmeister Federico Caprilli in das Springtraining eingeführt. Der italienische Begriff für Bodenricks Cavalletto (italienisch cavalletto für Bock, Gestell, Ständer, Plural cavalletti) wird seither auch in der singularisierten Form des ursprünglichen Plurals im deutschen Reitsport verwendet. Im Deutschen wird als Plural der Begriff Cavalettis genutzt.

## Zielsetzung
Mit der Cavaletti-Arbeit erfolgt eine "Muskelschulung" im Sinne der Kräftigung einerseits und der Lockerung andererseits. Das Herz-Kreislauf-System wird gestärkt und damit geht eine "Konditionsschulung" einher. Außerdem erhöht diese Stangenarbeit die "Trittsicherheit", das Pferd lernt seinen "Schwerpunkt rasch und sicher zu verschieben" und übt durch das erhöhte Abfußen sein "Ausbalancieren". Dabei wird eine vermehrte Anforderung an die Aufmerksamkeit von Pferd und Reiter gestellt und das Pferd trainiert das "Taxieren", also das visuelle Abmessen von Abständen. Sogar von "Intelligenzschulung" wird gesprochen. In der Dressurausbildung fördert die Arbeit die Grundgangarten Schritt und Trab, die konstanten Abstände verbessern den Takt, das höhere Abfußen trainiert den Schwung und den erhabenen Ausdruck, die Kadenz.
Nicht zu unterschätzen ist auch der Faktor 'Abwechslung' für Pferd und Reiter, die Arbeit wird interessanter und erhöht folglich die Motivation.

## Durchführung
Das Cavaletti wird auf den Boden gestellt und mit dem Pferd überritten. Der Reiter entlastet den Pferderücken durch den leichten Sitz, kann aber auch gelegentlich aussitzen, wenn es ihm um die erhöhte Versammlung des Pferdes geht. Auch beim Longieren können Cavalettis eingesetzt werden. Nachdem sich das Pferd an die Aufgabe mittels Einzelstange gewöhnt hat, werden üblicherweise mehrere Cavalettis hintereinander aufgestellt (Reihe). Je nach Gangart, in der die Cavalettis überritten werden sollen, sind die Abstände zwischen den Cavaletti unterschiedlich: Beim Großpferd im Schritt ca. 80 cm bis 90 cm, Trab ca. 110 cm bis 130 cm, Galopp ca. 280 cm bis 300 cm.
Die Cavalettiarbeit stellt eine begleitende Gymnastik für die Dressur in allen drei Gangarten sowie eine Vorbereitung der Springausbildung dar. Im Galopp führt das Pferd schon kleine Sprünge aus, die Cavalettiarbeit kann an dieser Stelle in die Springgymnastik übergehen. Es hängt von der Zielsetzung für die jeweilige Reitstunde ab, ob die Cavaletti-Arbeit im Galopp eher dem späteren Springen oder eher versammelten Dressur-Lektionen dienen soll; danach richten sich die Abstände der Hindernisse und der Sitz des Reiters. In der Springstunde werden Cavalettis häufig am Anfang von Gymnastikreihen aufgestellt.